# Деревня имени Максима Горького (Крутинский район)
И́мени Макси́ма Го́рького — деревня в Крутинском районе Омской области России, входит в состав Новокарасукского сельского поселения.

## История
Деревня основана в 1931 году переселенцами из села Новокарасук.

## Население
| 2010 |
| ---- |
| 37   |

## Улицы
В деревне имеется одна улица: Озёрная.